# 이중효
이중효(양력 1961년 2월 13일 / 음력 1960년 12월 28일 ~ , 전남 영암)는 대한민국의 기업인, 정치인이며 2014년 6.4 지방 선거에서
새누리당 소속 전라남도지사 후보였다.

## 학력
- 독천초등학교 졸업
- 영암낭주중학교 졸업
- 부산기계공업고등학교 졸업
- 광주대학교 세무경영학과 졸업
- 한양대학교 경영학 석사 졸업
- 조선대학교 대학원 법학 박사 졸업

## 경력
- 가천대학교 경영학과 겸임교수
- 경원대학교 경영학과 외래교수
- 한나라당 중앙위원회 산자분과 부위원장
- 효창산업 대표이사
- 모디스코리아 대표이사
- 여의도연구소 정책자문위원회 위원
- 한국직장인밴드협회 회장
- 2006.07 ~ 2010.06 제5대 서울특별시 양천구의회 의원
- 한나라당 중앙당 부대변인
- 자유한국당 인천광역시당 남구 갑 당협위원장
- 국민의힘 전남도당 영암·무안·신안 당협위원장
- 2021.12 ~ 2022.01: 국민의힘 선거대책위원회 중앙선거대책본부 조직총괄본부 호남·제주본부장
- 2022.01 ~ 2022.03: 국민의힘 제20대 대통령 선거 선거대책본부 조직본부 호남·제주본부장

## 역대 선거 결과
|  | 23.56% |

|  | 9.55% |

|  | 18.70% |